# Kiekskiejmy
Kiekskiejmy (Duits: Kögskehmen; 1938-1945: Kecksheim) is een plaats in het Poolse district  Gołdapski, woiwodschap Ermland-Mazurië. De plaats maakt deel uit van de gemeente Dubeninki en telt 194 inwoners.